# Bad Azz (album)
Bad Azz – trzeci studyjny album amerykańskiego rapera Lil Boosie. Został wydany 24 października 2006 roku. Singlem promującym album był utwór „Zoom” z udziałem Yung Joca. Album zadebiutował na 18. miejscu amerykańskiej listy sprzedaży Billboard 200 z wynikiem 41 000 egzemplarzy w pierwszym tygodniu.

## Lista utworów
1. „When You Gonna Drop”
2. „Set It Off”
3. „Zoom” (feat. Yung Joc)
4. „Movies”
5. „That’s What They Like”
6. „I Remember”
7. „Soft to Hard” (feat. Foxx & Big Head)
8. „My Struggle”
9. „I’m Mad”
10. „My Nigga”
11. „I Represent” (feat. Webbie)
12. „Hatin’”
13. „Fuck You” (feat. Webbie & Pimp C)
14. „Exciting” (feat. Webbie)
15. „Distant Lover”
16. „Goin’ Thru Some Thangs”
17. „Smoking on Purple” (feat. Webbie)
18. „Wipe Me Down” (Remix) (feat. Foxx & Webbie)